# 고은별 (동화작가)
고은별은 시인이자 동화작가이다. 
파리 소르본대학에서 프랑스어를 배우고 동대학 음성학연구소에서 기초음성학 디플롬을 취득했다. 
보스턴의 하버드대학 익스텐션 스쿨에서 영국 낭만주의 시대의 시를 공부했다.
저서로 한글과 영어로 펴낸 그림동화책 <나비야 나비야 - 그림 줄리아>, <사과> 
한글과 프랑스어로 펴낸 그림동화책<눈동자에 내려앉은 흰 구름>, 
시집으로 <별의 노래>, 인터뷰 모음집 <만나고 싶은 사람> 등이 있다.